# Eurasie
Eurasie je označení pro souvislou pevninu na Zemi zahrnující světadíly Evropu a Asii, je součástí Eurafrasie. Pojem Eurasie zavedl v 19. století geolog Eduard Suess. Vzhledem ke kulturním rozdílům, které v minulosti[zdroj⁠?!] pociťovali Evropané, je území uměle rozděleno do dvou světadílů.
Za dělicí linii mezi Evropou a Asií se obvykle považuje pohoří Ural, řeka Emba, Kaspické moře, Kumomanyčská propadlina a Černé moře, tato dělicí linie však není všeobecně uznávaná. Jako součásti hranice Evropy se také uvádějí pohoří Kavkaz a řeka Ural.
Eurasie je 120 km širokou Suezskou šíjí spojena s Afrikou a oba kontinenty jsou pod hladinou Středozemního moře v kontaktu i na dalších místech: ve 14 km širokém Gibraltarském průlivu, případně též v Sicilském průlivu (šířka 150 km, maximální hloubka 292 m, ale většinou pouze do 35 m). Proto se někdy také hovoří o vznikajícím superkontinentu Eurafrasii.

## Poloha
Ačkoli převážná většina eurasijského území leží na východní polokouli, oba její konce přesahují na polokouli západní. Severní okraj kontinentu zasahuje až do polárních oblastí, na jihu sahá pevnina téměř k rovníku, ale nepřekračuje ho (avšak některé ostrovy, které se k Eurasii přiřazují, už leží na jižní polokouli).
- Nejsevernější bod: Čeljuskinův mys (77° 44' s.š.) na poloostrově Tajmyr v Rusku
- Nejjižnější bod: Mys Buru (1° 25' s.š.) na Malajském poloostrově
- Nejzápadnější bod: Cabo da Roca (9° 29' z.d.) v Portugalsku
- Nejvýchodnější bod: Děžňovův mys (169° 40' z.d.) na poloostrově Čukotka v Rusku

Nejzazší body včetně ostrovů:
- Nejsevernější bod: mys Fligely (81° 51' s.š.) v Zemi Františka Josefa
- Nejjižnější bod: malý ostrůvek u ostrova Rote (11° 01' j.š.) v Indonésii
- Nejzápadnější bod: Fajã Grande (31° 16' z.d.) na ostrově Flores na Azorách
- Nejvýchodnější bod: ostrov Velký Diomédes (169° 00' z.d.) v Beringově průlivu

## Základní fakta
| Území       | Rozloha (tisíce km²) | Počet obyvatel | Hustota osídlení (ob./km²) |
| ----------- | -------------------- | -------------- | -------------------------- |
| Eurasie     | 54 940               | 4 603 000      | 83,8                       |
| Asie        | 44 413               | 3 875 000      | 87,2                       |
| Evropa      | 10 527               | 728 000        | 69,2                       |
| Země        | 510 083              | 7 855 837 900  | 12,5                       |
| zemská souš | 148 628              | 7 850 000      | 43,0                       |

## Další použití pojmu
- Míšencům, jejichž jeden rodič je běloch a druhý pochází z východní Asie, se říká Euroasiaté (anglicky Eurasian). V minulosti se tak označovali také potomci Indů (jižní Asie) a Evropanů.
- Eurasie je také fiktivní země v románu 1984 od George Orwella, který popisuje svět rozdělený do tří stále soupeřících velmocí, které se jmenují Oceánie, Eurasie a Eastasie.
- Region tvořící Rusko, Gruzie, Turecko, Arménie, Ázerbájdžán, Kypr, někdy Bělorusko, Ukrajina a Moldavsko, sporná území: Severní Kypr, Podněstří, Jižní Osetie a Abcházie. Někdy se díky kultuře řadí i skandinávský poloostrov a díky geografii i Kazachstán, který však tvoří jiný region Střední Asie.[zdroj?]